# Santiago Ovejero
Santiago Ovejero (Tucumán, 11 de diciembre de 1991) es un jugador de rugby argentino naturalizado español que se desempeña como talonador. Actualmente juega para el Aparejadores Burgos de la División de Honor y es internacional absoluto con la Selección Española.

## Carrera
Su primera etapa en el rugby europeo fue en 2011 con el Cascais Rugby Linha de la segunda división de Portugal. A la temporada siguiente firmó por el VRAC, cuya temporada 2012-13 en la División de Honor española no pasó desapercibida para el Union Bordeaux Bègles del Top 14 francés, quien lo firmó por dos temporadas. 
Solo estaría una temporada en Francia antes de volver al Cascais Rugby Linha de Portugal, donde jugaría dos temporadas.  En la temporada 2016-17 ficha de nuevo por el VRAC, donde consigue el título del campeonato español. 
En verano de 2017 ficha por el Club Alcobendas Rugby de Madrid, equipo también perteneciente a la División de Honor. Se mantendría en el equipo madrileño 5 temporadas, dejando el equipo debido al descenso administrativo del equipo por ser cómplice de la descalificación de España del Mundial de 2023.
Volvería a Francia para la temporada 2022-23 con el AS Mâcon Rugby de la Championnat Fédéral Nationale 2, la cuarta categoría del rugby francés. Aunque para la temporada siguiente firmó con el Stade Niçois Rugby de la Championnat Fédéral Nationale  con el que consiguió el ascenso a Rugby Pro D2 para la temporada 2024-25.

## Vida personal
Santi es estudiante de Ciencias de la Actividad Física y el Deporte (CAFYD) en la Universidad Francisco de Vitoria. 